# Одея Раш
Одея Раш (англ. Odeya Rush, івр. אודיה רש; 12 травня 1997, Хайфа, Ізраїль) — ізраїльсько-американська акторка кіно і телебачення, напевно, найбільш відома завдяки ролі Фіони в американському фільмі 2014 року «Посвячений», за яку вона отримала премію Teen Choice Awards в номінації Зірковий прорив 2014 року. Бабуся Одеї Раш (Рушинек) мешкає в Україні.

## Фільмографія
| Рік  | Назва                               | Назва мовою оригіналу             | Роль           | Примітки               |
| ---- | ----------------------------------- | --------------------------------- | -------------- | ---------------------- |
| 2010 |                                     | Wild Birds                        | Beth           | короткометражка        |
| 2010 | Закон і порядок: Спеціальний корпус | Law & Order: Special Victims Unit | Ханна Мілнер   | Серія: «Branded»       |
| 2011 | Угамуй свій запал                   | Curb Your Enthusiasm              | Емілі          | Серія: «Mister Softee» |
| 2012 | Дивне життя Тімоті Гріна            | The Odd Life of Timothy Green     | Joni Jerome    |                        |
| 2013 | Ми такі, які є                      | We Are What We Are                | Alyce Parker   |                        |
| 2014 | Посвячений                          | The Giver                         | Фіона          |                        |
| 2015 |                                     | See You in Valhalla               | Ashley Burwood |                        |
| 2015 | Страшилки                           | Goosebumps                        | Ханна Стайн    |                        |
| 2016 |                                     | When the Devil Comes              | Кайра          |                        |
| 2016 | Час псів                            | Hunter's Prayer                   | Елла Хатто     |                        |
| 2016 |                                     | Holding Patterns                  | Amber          |                        |
| 2017 |                                     | The Bachelors                     |                |                        |
| 2018 |                                     | Dear Dictator                     |                |                        |
| 2018 | Пампушка                            | Dumplin'                          | Ел Драйвер     |                        |